# Реколонь-ле-Рьоз
Реколо́нь-ле-Рьоз (фр. Recologne-lès-Rioz) — коммуна во Франции, находится в регионе Франш-Конте. Департамент — Верхняя Сона. Входит в состав кантона Рьоз. Округ коммуны — Везуль.
Код INSEE коммуны — 70441.

## География
Коммуна расположена приблизительно в 310 км к юго-востоку от Парижа, в 26 км севернее Безансона, в 21 км к юго-западу от Везуля.

## Население
Население коммуны на 2010 год составляло 215 человек.
| 1962 | 1968 | 1975 | 1982 | 1990 | 1999 | 2010 |
| ---- | ---- | ---- | ---- | ---- | ---- | ---- |
| 120  | 130  | 122  | 173  | 167  | 188  | 215  |

## Экономика

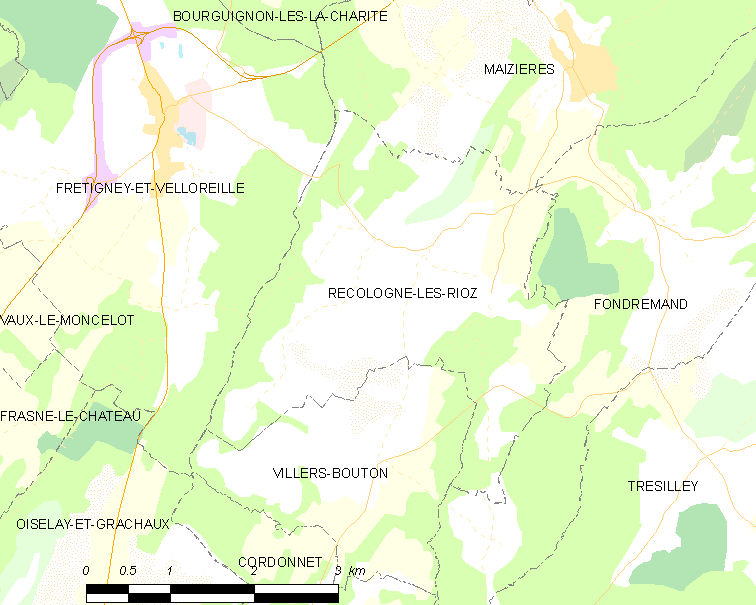
Карта коммуны

В 2010 году среди 146 человек трудоспособного возраста (15—64 лет) 122 были экономически активными, 24 — неактивными (показатель активности — 83,6 %, в 1999 году было 66,4 %). Из 122 активных жителей работали 118 человек (67 мужчин и 51 женщина), безработных было 4 (2 мужчины и 2 женщины). Среди 24 неактивных 8 человек были учениками или студентами, 6 — пенсионерами, 10 были неактивными по другим причинам.